# Long Grove (Illinois)
Pour les articles homonymes, voir Long Grove.
Long Grove est un village du comté de Lake dans l'Illinois, aux États-Unis. Situé au sud du comté, il est incorporé le 27 mars 1957.

## Démographie
Lors du recensement de 2010, le village comptait une population de 8 043 habitants. Elle est estimée, en 2016, à 8 147 habitants.

## Source de la traduction
- (en) Cet article est partiellement ou en totalité issu de l’article de Wikipédia en anglais intitulé « Long Grove, Illinois » (voir la liste des auteurs).